# Деліберативна демократія
Деліберативна (дорадча) демократія — це модель демократії, при якій прийняття політичних рішень, формулювання політичного порядку і розгляд спірних питань ґрунтується на деліберативній громадській думці. Під деліберативною громадською думкою розуміється думка, що формується в рамках раціонального і аргументованого публічного дискурсу, спрямованого на досягнення консенсусу.
У сучасній науці немає єдиної думки щодо розуміння сутності деліберативної демократії і її інституційних характеристик. Теоретики деліберативного підходу прагнуть розробити систему, котра могла б заповнити недоліки сучасної моделі представницької демократії. Більшість дослідників говорять про наділення громадянського суспільства правом вести дискусії про політичні рішення і впливом на представницьку владу за умови забезпечення повної інформованості і свідомості громадськості.
Автором поняття «деліберативна демократія» вважається політолог Джозеф Бессет, який вперше вжив цей термін у 1980 році в роботі «Deliberative Democracy: The Majority Principle in Republican Government». Також одним із найвідоміших теоретиків деліберативної демократії є Юрґен Габермас.

## Опис
Деліберативна (дорадча) демократія — це модель демократії, за якої прийняття політичних рішень, формулювання політичного порядку денного та розглядання спірних питань базується на громадській думці, сформованої в рамках раціонального та аргументованого дискурсу на основі консенсусу.
Модель деліберативної демократії — один із напрямків у теорії демократії, що сформувався у 1980-х роках. Концептуальні основи моделі були розроблені дещо раніше, зокрема, в роботах Джона Ролза і Юрґена Габермаса.
Виникнення деліберативної теорії пов'язане з кризою представницької системи в XX ст. У цьому контексті, як зазначає дослідник Д. Гелд, «існує кандидат на статус ще однієї … моделі (демократії): „дорадча демократія“». Терміни «дорадча демократія» і «деліберативна демократія», а також «демократія участі» і «демократія обговорень» слід вважати синонімами в контексті демократичної моделі, заснованої на обговоренні значимих політичних рішень в умовах раціонально аргументованого публічного дискурсу.
Делібератівна демократія спрямована на вирішення таких проблем:
- Недоліки представницької демократії, пов'язані з відчуженням політичних еліт від більшості громадян.
- Домінування емпіричного підходу в сучасній теорії демократії, при якому воля народу впливає лише на вибір політичної еліти.
- Прогалини політичної комунікації, в результаті яких можливі обмеження доступу громадянського суспільства до інформації та маніпуляція даними з боку політичних еліт.[6]